# بومونا سيتي
بومونا سيتي (بالإنجليزية: Pomona Park)‏ هي مدينة أمريكية تقع في ولاية فلوريدا. تبلغ مساحة هذه المدينة 8.6 (كم²)،ويبلغ عدد سكانها 789 نسمة حسب إحصاء سنة 2010 م 789.تشير إحصاءات سنة 2000م بأن الكثافة السكانية في هذه المدينة تقدر بـ(91.7) نسمة/كم2 